# Jennifer Garnerová
Jennifer Garnerová, nepřechýleně Garner, (* 17. dubna 1972, Houston, Texas, Spojené státy americké) je americká herečka a filmová producentka.
Získala uznání v televizi za svůj výkon v roli agentky CIA Sydney Bristow v dramatickém seriálu Alias, který se vysílal na stanici ABC po pět sezón v letech 2001 až 2006. V tomto období si také zahrála menší role ve filmech jako Pearl Harbor (2001) a Chyť mě, když to dokážeš (2002). Od té doby se začala objevovat ve vedlejších i hlavních rolích na filmovém plátně ve snímcích Daredevil (2003), Přes noc třicítkou (2004), Elektra (2005) a Juno (2007), Na sv. Valentýna (2010), Klub poslední naděje (2013), Zázraky z nebe (2016) a Já, Simon (2018). Byla vdaná za herce a režiséra Bena Afflecka, se kterým má dvě dcery a syna. Po deseti letech manželství však bylo v roce 2015 oznámeno, že se Affleckovi rozvádějí.

## Životopis
Narodila se v městě Houston v Texasu. Její matka, Patricia Ann (rozená English) byla učitelka angličtiny z Oklahomy a její otec William John „Bill“ Garner, pracoval jako chemický inženýr u Union Carbide. Když jí byly čtyři roky, rodina se přestěhovala do Princetonu a později do Charlestonu v Západní Virginii, kde pobývala až do vysoké školy.
Byla vychovávána konzervativně, chodila do kostela každou neděli. Ve třech letech začala chodit do baletu a pokračovala s tancováním po celé mládí. Navštěvovala střední školu George Washingtona v Charlestonu. Má bakalářský titul v oboru dramatického umění z Denison University.

## Osobní život

### Svatby a rodina
Dne 19. října 2000 si vzala herce Scotta Foleyho, se kterým se setkala v roce 1998 při natáčení seriálu Felicity. Po rozchodu s Foleym podala v květnu 2003 žádost o rozvod, kde uvedla jako důvod neslučitelné rozdíly a oficiálně se rozvedli 30. března 2004. Po rozvodu chodila od dubna 2003 do března 2004 s kolegou ze seriálu Alias, Michaelem Vartanem.
V polovině roku 2004 vznikl její vztah s kolegou z filmu Daredevil, Benem Affleckem. V den jejích 33. narozenin ji Affleck požádal o ruku. Vzali se v době, kdy byla ve třetím měsíci těhotenství, při soukromém obřadu v Karibiku 29. června 2005. Mají spolu tři děti, dcery Violet Anne (* 2005) a Seraphinu Rose Elizabeth (* 2009) a syna Samuela Garnera (* 2012). V roce 2015, jeden den po desátém výročí své svatby, oznámili manželé Affleckovi, že se rozvádějí.

### Stalking
Od roku 2002 ji pronásledoval muž, Steven Burky, který byl nakonec zadržen v prosinci 2009 poté, co byl proti němu v roce 2008 vydán soudní příkaz. Burky byl obviněn ze dvou pronásledování; v březnu 2010 byl poslán do kalifornské státní psychiatrické nemocnice se soudním příkazem, aby se držel dále od rodiny Affleckových, když bude propuštěn z nemocnice.

## Filmografie

### Film
| Rok  | Název                                                    | Role                    | Poznámky |
| ---- | -------------------------------------------------------- | ----------------------- | --- |
| 1997 | In Harm's Way                                            | Kelly                   | |
| 1997 | Pozor na Harryho                                         | Žena ve výtahu          | |
| 1997 | Washingtonovo náměstí                                    | Marian Almond           | |
| 1997 | Pan Magor                                                | Stacey Sampanahodrita   | |
| 1998 | 1999                                                     | Annabell                | Alternativní název: Girls & Boys |
| 2000 | Hele vole, kde mám káru?                                 | Wanda                   | |
| 2001 | Pearl Harbor                                             | Zdravotní sestra Sandra | |
| 2001 | Rennie's Landing                                         | Kiley Bradshaw          | Alternativní název: Stealing Time |
| 2002 | Chyť mě, když to dokážeš                                 | Cheryl Ann              | |
| 2003 | Daredevil                                                | Elektra                 | |
| 2004 | Přes noc třicítkou                                       | třicetiletá Jenna Rink  | |
| 2005 | Elektra                                                  | Elektra                 | |
| 2006 | Život jde dál                                            | Gray                    | |
| 2007 | Království                                               | Janet Mayes             | |
| 2007 | Juno                                                     | Vanessa Loring          | Nominována—Online Film Critics Society Award za nejlepší ženský herecký výkon ve vedlejší roli Nominována—Broadcast Film Critics Association Award za nejlepší filmové obsazení |
| 2009 | Bejvalek se nezbavíš                                     | Jenny Perotti           | |
| 2009 | Umění lhát                                               | Anna                    | |
| 2010 | Na sv. Valentýna                                         | Julia Fitzpatrick       | |
| 2011 | Arthur                                                   | Susan Johnson           | |
| 2012 | Máslo                                                    | Laura Pickler           | Také producentkou filmu |
| 2012 | Neobyčejný život Timothyho Greena                        | Cindy Green             | |
| 2013 | Klub poslední naděje                                     | Dr. Eve Saks            | Nominace – Screen Actors Guild v kategorii Nejlepší obsazení |
| 2014 | Velký draft                                              | Ali                     | |
| 2014 | Alexandr a jeho opravdu hodně špatný a příšerně blbý den | Kelly Cooper            | Nominace – Nickelodeon Kid's Choice Awards v kategorii Nejlepší herečka |
| 2014 | Muži, ženy a děti                                        | Patricia Beltmeyer      | |
| 2015 | Druhá míza                                               | Samantha Leigh Donnelly | |
| 2016 | Já, kocour                                               | Lara Brand              | |
| 2016 | Zázraky z nebe                                           | Christy Beam            | nominace – Teen Choice Awards v kategorii Nejlepší herečka v dramatickém filmu                                                                                                  |
| 2016 | Svátek matek                                             | Dana Barton             | |
| 2017 | Událost velkolepých rozměrů                              | neznámá                 | |
| 2017 | Rajský život v Palos Verdes                              | Sandy Mason             | |
| 2018 | Já, Simon                                                | Emily Spier             | |
| 2018 | Peppermint: Anděl pomsty                                 | Riley North             | |
| 2019 | Kouzelný park                                            | Matka (hlas)            | |
| 2022 | Projekt Adam                                             | Ellie Reed              | |
| 2024 | Deadpool & Wolverine                                     | Elektra                 | |

### Televize
| Rok       | Název                                    | Role                    | Poznámky |
| --------- | ---------------------------------------- | ----------------------- | --- |
| 1995      | Zoja                                     | Sasha                   | Televizní film |
| 1996      | Ohnivé žně                               | Sarah Troyer            | Televizní film |
| 1996      | Cesta mrtvého muže                       | Clara Forsythe          | limitovaný seriál |
| 1996      | Swift Justice                            | Allison                 | díl: No Holds Barred |
| 1996      | Právo a pořádek                          | Jaime                   | díl: Aftershock |
| 1996      | Všichni starostovi muži                  | Becky                   | díl: Soutěž |
| 1997      | The Player                               | Celia Levison           | Televizní film |
| 1997      | Rose Hill                                | Mary Rose Clayborne     | Televizní film |
| 1998      | Significant Others                       | Nell                    | 6 dílů |
| 1998–2002 | Felicity                                 | Hannah Bibb             | 3 díly |
| 1999      | Následky otřesu: Zemětřesení v New Yorku | Diane Agostini          | Televizní film |
| 1999      | Chameleon                                | Billie Vaughn           | díl: Biliár |
| 1999–2001 | Time of Your Life                        | Romy Sullivan           | 19 dílů |
| 2001–2006 | Alias                                    | Sydney Bristow          | 105 dílů Saturn Award za nejlepší televizní herečku Zlatý glóbus za nejlepší ženský herecký výkon v seriálu (drama) Screen Actors Guild Award za nejlepší ženský herecký výkon v dramatickém seriálu Teen Choice Awards za nejlepší televizní herečku Nominována—Saturn Award za nejlepší televizní herečku (v letech 2004, 2005, 2006) Nominována—Cena Emmy za nejlepší ženský herecký výkon v seriálu (drama) (v letech 2002, 2003, 2004, 2005) Nominována—Zlatý glóbus za nejlepší ženský herecký výkon v seriálu (drama) (v letech 2002, 2003, 2004, 2005) Nominována—Screen Actors Guild Award za nejlepší ženský herecký výkon v dramatickém seriálu (v letech 2003, 2004, 2005) Nominována—Satellite Award za nejlepší televizní herečku v dramatu Nominována—Television Critics Association za individuální úspěch v dramatu Nominována—Teen Choice Awards za nejlepší televizní herečku v dramatu |
| 2003      | Simpsonovi                               | Sama sebe               | díl: Speciální čarodějnický díl |
| 2013      | Na slovíčko s básničkou                  | Jennifer                | díl: Too Many Marthas |
| 2018      | Llama Llama                              | Mama Llama (hlas)       | 2 díly |
| 2018      | Kempování                                | Kathryn McSorley-Jodell | 8 dílů |